# Pseudautomeris sinuosa
Pseudautomeris sinuosa är en fjärilsart som beskrevs av Paul Dognin 1929. Pseudautomeris sinuosa ingår i släktet Pseudautomeris och familjen påfågelsspinnare. Inga underarter finns listade i Catalogue of Life.